# فهرست تمدن‌ها و جاهای باستانی ایران پیش از تمدن ایلام
پیش از میلاد ۳۲۰۰ (______________← ۱۰۰٬۰۰۰ پیش از میلاد
- تمدن جیرفت
- شهر سوخته
- تمدن لولوبی

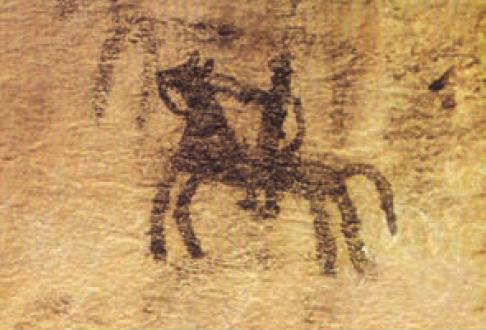
دیوارنگاری غار دوشه، خرم‌آباد لرستان، حدود هزاره هشتم پیش از میلاد

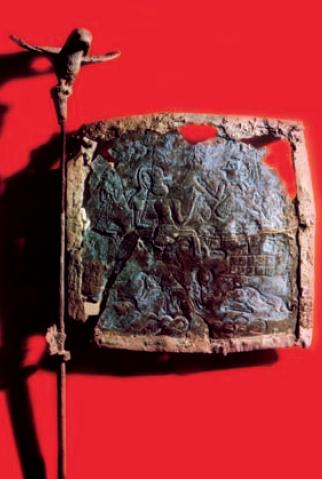
پرچم برنزی کشف شده در منطقه شهداد نزدیک کرمان، ایران، هزاره سوم پیش از میلاد

- حوزه رودخانه خراسان: قدمت آثار کشف شده در این ناحیه به یک میلیون تا هشتصد هزار سال پیش از میلاد می‌رسد.
- غارهای ارتفاعات زاگرس: آثار بسیاری از جمله تکه‌های استخوان و چاقوهای سنگی از دوره پارینه سنگی در این منطقه کشف شده‌است.
- تپه سیلک
- تپه گنج دره: این تپه بین راه هرسین و کرمانشاه جای دارد. از دستاوردهای این تپه می‌توان به ظروف سفالی، خانه‌های گلی و خشتی با دیوار و کف کاه‌گل اندود اشاره کرد.
- تپه علی کش: نزدیک رود میمه در استان ایلام است. کوچ‌نشینی و کشاورزی، خانه‌های گلی تک اتاقه، اشیایی که نشانگر روابط اقتصادی با دور دست است، استفاده از ظروف سفالی، دفن مردگان همراه با وسایل شخصی از دستاوردهای این ناحیه باستانی است.
- تپه حاجی فیروز
- تپه گیان نهاوند: ظروف سفالی با نقش‌های تزیینی، ظروف فلزی و خانه‌های گلی از یافته‌های این منطقه باستانی نزدیک نهاوند است.
- باکون فارس
- تپه‌حصار دامغان
- قبرستان دشت قزوین
- تل ابلیس
- تل یحیی کرمان
- تپه‌های باستانی شوش: تپه جوی در شمال تپه جعفرآباد، تپه بندبال، بوهلان و تپه آکروپل شوش از تپه‌های معروف پیش از تاریخ منطقه شوش هستند که آثار متعددی در آن‌ها پیدا شده‌است و به دوره سوزیانا تعلق دارند و در این تپه‌ها آدمیان در روستاها ساکن شده اندو در این منطقه تپه‌های باستانی بسیاری دیده می‌شود و آنهایی که نام برده شدند معروف‌ترین هستند. شوش بخشی از کشور ایران است که اولین آثارشهر نشینی و تجارت در آن ظهور کرده‌است و انسان در نه هزار سال پ م در این منطقه کشاورزی می‌کرده‌است. در این منطقه پیشرفت خانه‌سازی و تشکیل خانواده هم‌زمان با بین‌النهرین صورت گرفته‌است. از هزاره چهام پ م از شوش کوزه‌های دراز باریک به دست آمده‌است. اوایل هزاره سوم پ م بر لوحهای گلی خط تصویری نوشته شده‌است که کلید واژه آن هنوز رمز گشایی نشده‌اند. این لوحها برای مصارف تجاری ساخته شده‌است. در این دوره تاریخی ایلامیها در شوش قدرت گرفته‌اند.
- مکان‌های باستانی لرستان: اکثر آثار کشف شده از جنس مفرغ بوده‌اند.
- مارلیک گیلان (آماردها، کاسپی‌ها)
- تپه حسنلو در استان آذربایجان غربی
- تپه‌های املش
- تپه‌های کلاردشت (آماردها و تپورها)
- تپه زیویه کردستان
- غار کلماکره استان لرستان
- تپه گوران: ۶۰ کیلومتری جنوب‌شرقی کرمانشاه (شهرستان گیلانغرب). ساخت ابزارهای تولید کشاورزی، خانه‌های گلی با خشت‌های دست‌ساز، استفاده از ظروف سفالی، دفن اموات در مناطق مسکونی از یافته‌های این منطقه‌است.
- گوی‌تپه: در شهرستان ارومیه، بخش بلکشوچای، روستای گوی تپه واقع شده‌است. ابزارهای مسی، ظروف سفالی با نقوشی از انسان و خانه‌های گلی از یافته‌های این ناحیه‌است.
- گنج تپه خوروین: مربوط به دوران پیش از تاریخ ایران باستان است و در شهرستان ساوجبلاغ، بخش چندار، روستای خوروین واقع شده و این اثر در تاریخ ۲ بهمن ۱۳۸۲ با شمارهٔ ثبت ۱۰۸۲۷ به‌عنوان یکی از آثار ملی ایران به ثبت رسیده‌است.